# Oldroydia percrassa
Oldroydia percrassa is een keverslakkensoort uit de familie van de Leptochitonidae. De wetenschappelijke naam van de soort is voor het eerst geldig gepubliceerd in 1894 door Dall.